# Ariel Mortman
Ariel Mortman (hebräisch אריאל מורטמן; * 6. Februar 1994 in New York City, New York) ist eine US-amerikanisch-israelische Schauspielerin.

## Leben
Mortman wuchs mit einem Bruder und einer Schwester mit Englisch und Hebräisch als Muttersprache bilingual auf. Sie lernte an der Schauspielschule Nissan Nativ Acting Studio in Tel Aviv-Jaffa das Schauspielen und diente anschließend bei den Israelischen Verteidigungsstreitkräften.
Von 2014 bis 2016 verkörperte Mortman in der Disney-Fernsehserie Northern Star die Hauptrolle der Maya. In der in Israel produzierten Fernsehserie war sie in insgesamt 99 Episoden zu sehen. Zuvor gab sie 2014 in dem Kurzfilm Keep It Cool ihr Schauspieldebüt und war auch 2015 in einem israelischen Kurzfilm, Dreaming to Fly, zu sehen. Von 2017 bis 2020 verkörperte sie in der Netflix-Serie Greenhouse Academy die Hauptrolle der Hayley Woods. 2020 folgte eine Besetzung in dem Kurzfilm Ghosted.

## Filmografie
- 2014: Keep It Cool (Kurzfilm)
- 2014–2016: Northern Star (Kochav HaTzafon) (Fernsehserie, 99 Episoden)
- 2015: Dreaming to Fly (Kurzfilm)
- 2017–2020: Greenhouse Academy (Fernsehserie, 39 Episoden)
- 2020: Ghosted (Kurzfilm)